# Callispa cruentomarginata
Callispa cruentomarginata es un insecto coleóptero de la familia Chrysomelidae.
Fue descrita científicamente por primera vez en 2007 por Schöller.